# Раннехристианское искусство

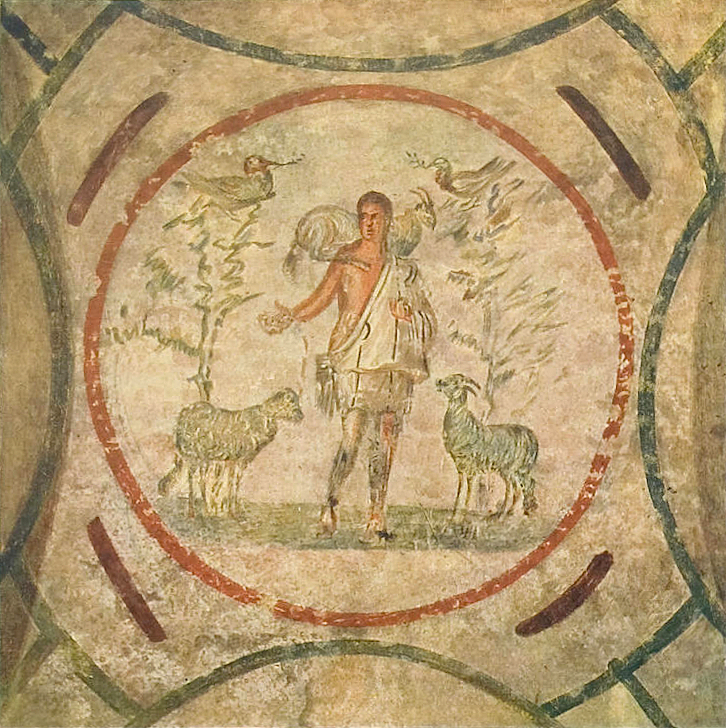
Добрый пастырь. Роспись свода кубикулы в Катакомбах Присциллы, Рим. Вт. пол. III в.

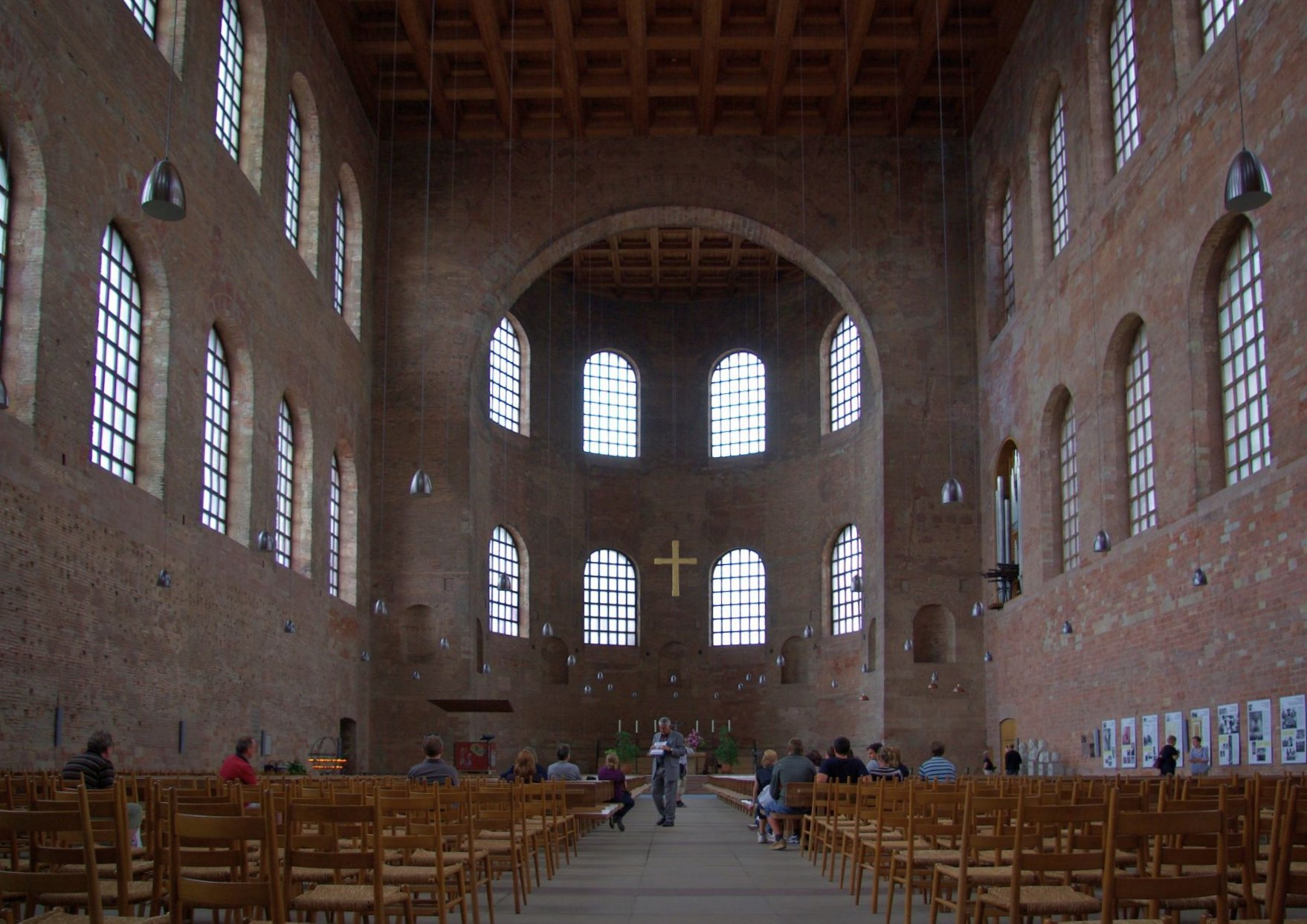
Базилика Константина. 310. Трир, Германия

Раннехристианское искусство (итал. Arte paleocristiana, англ. Early Christian art) — исторический период в развитии западноевропейского искусства от возникновения христианства и провозглашения терпимости в отношении христианства римским императором Константином I Великим (Миланский эдикт, июнь 313 года) до формирования романского искусства на Западе и византийского искусства на Востоке в VI— начале VII веков.
В иных источниках акцент делается не на хронологических границах, а на самой сути, идеологии и стилевых качествах (хотя бы и в зачаточном состоянии) нового искусства, поэтому понятие «раннехристианский» относят к категории исторического типа искусства. При этом подчёркивается условность границ между Востоком и Западом, эллинистическим и византийским искусством стран Восточного Средиземноморья (во всяком случае на ранних этапах) и то, что «византийская культура не имеет чётких границ, ни хронологических, ни территориальных» и то, что «зачатки будущего искусства развивались в раннехристианском искусстве» в двух его вариантах: «римском и малоазийском».

## Терминология и периодизация
Специфическая христианская иконография развивалась постепенно, на основе позднеантичного искусства и в соответствии с прогрессом богословской рефлексии. Раннехристианское искусство обычно подразделяется на два периода: до и после Миланского эдикта 313 года, принесшего так называемый Триумф Церкви при Константине, или Первого Никейского собора 325 года. Более ранний период называется доконстантиновским или доникейским, а также «периодом первых семи Вселенских соборов». Таким образом, конец периода раннехристианского искусства наступает намного позднее, чем конец периода раннего христианства, как его обычно определяют богословы и историки церкви.
Раннехристианское искусства подразделяется также не столько по периодам, сколько по региональным школам, каждая из которых имела собственные художественные традиции. Условность хронологических границ создаёт для исследователей определённые трудности, отсюда частое отнесение этого исторического типа искусства к «достилевой стадии» средневековой культуры. В иных случаях понятие «раннехристианский» не выделяют из общего понятия средневекового или доренессансного, искусства, в третьих — относят либо к позднеатичной культуре, либо включают в период романского искусства.
Первые исследования памятников раннехристианского искусства в римских катакомбах осуществил в XVI веке профессор-теолог, Онуфрий Панвинио, библиотекарь папской библиотеки. Самым известным открывателем раннехристианского искусства считается итальянский историк и археолог Антонио Бозио. 10 декабря 1593 года Антонио Бозио вместе с Помпео Угонио совершил первое исследование христианского подземного Рима в катакомбах Домитиллы на Виа Ардеатина. Затем начался период интенсивных исследований, которые привели Бозио к систематическому изучению катакомб на Виа Тибуртина, Виа Лабикана и Виа Аппиа, а также Номентанской дороги, старой Саларии, новой Саларии, Виа Фламиниа и многих других. Главный труд Антонио Бозио «Подземный Рим» (лат. Roma sotterranea) вышел в свет уже после смерти автора в 1629 году.
Основными центрами раннехристианского искусства были Рим, Милан (столица Западной Римской империи с 286 г.), Равенна (столица Западной Римской империи в 404—540 гг.), а также катакомбы Сиракуз, Неаполя, Палермо.

## Общая характеристика
Среди первых последователей христианства были обездоленные, бедняки и рабы, но также представители римского среднего класса. Постепенно и просвещённые патриции, члены богатых семей стали принимать христианство, предоставляя свои дома для собраний раннехристианских общин. Так появились «дома собраний» (лат. domus ecclesiae), предшествовавшие римским церквям. От этих комнат, используемых для встреч, по одной из версий, происходят раннехристианские базилики. Однако доминирует версия о происхождении ранних церквей от молитвенных дворов, окружённых стенами или колоннадой, как это было принято в эллинистической Сирии и Палестине, и лишь позднее перекрываемых кровлями. Другим источником происхождения церковных зданий являются кубикулы — молитвенные помещения в христианских катакомбах. Ещё один источник — зал для аудиенций в римских императорских дворцах.
Следствием веры во всеобщее воскресение тел, стал обычай хоронить тела усопших в подземных убежищах, названных позднее катакомбами (термин, зафиксированный с IX века применительно к базилике Апостолорум на Аппиевой дороге). Церковь стала использовать формы изобразительного искусства много позднее официального признания христианства. Раннехристианские общины применяли хорошо им знакомые языческие мотивы и сюжеты, почерпнутые из античного искусства, наполняя их аллегорическим значением и символическим, тайным смыслом, в отдельных случаях использовали символы-криптограммы.

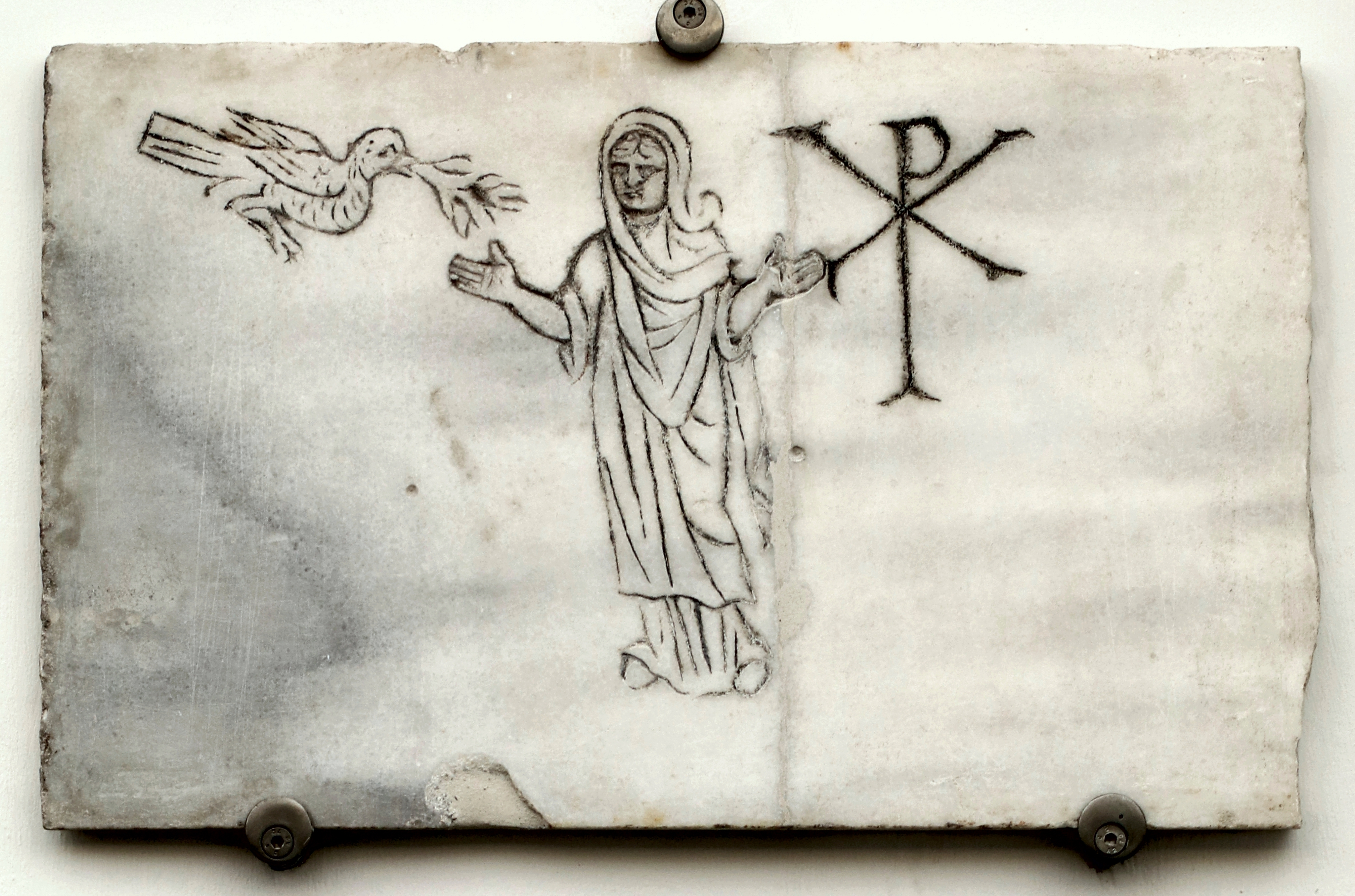
Оранта (Молящая) и монограмма «ХиРо». III в. Граффити. Музей Термы Диоклетиана, Рим
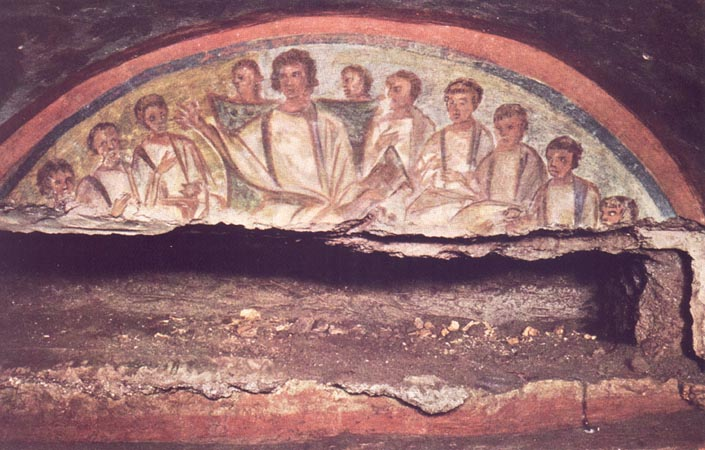
Христос-учитель. Роспись люнета кубикулы. IV в. Катакомбы Домитиллы, Рим
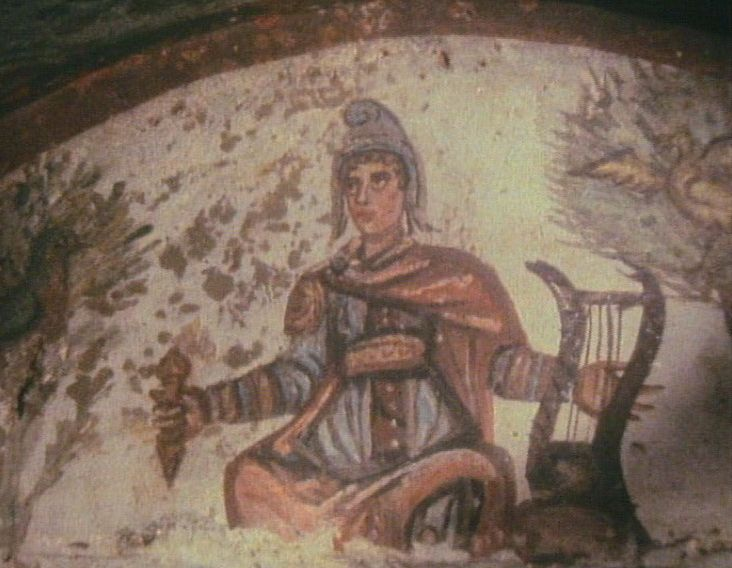
Орфей. Катакомбы святых Петра и Марцеллина. IV в. Рим
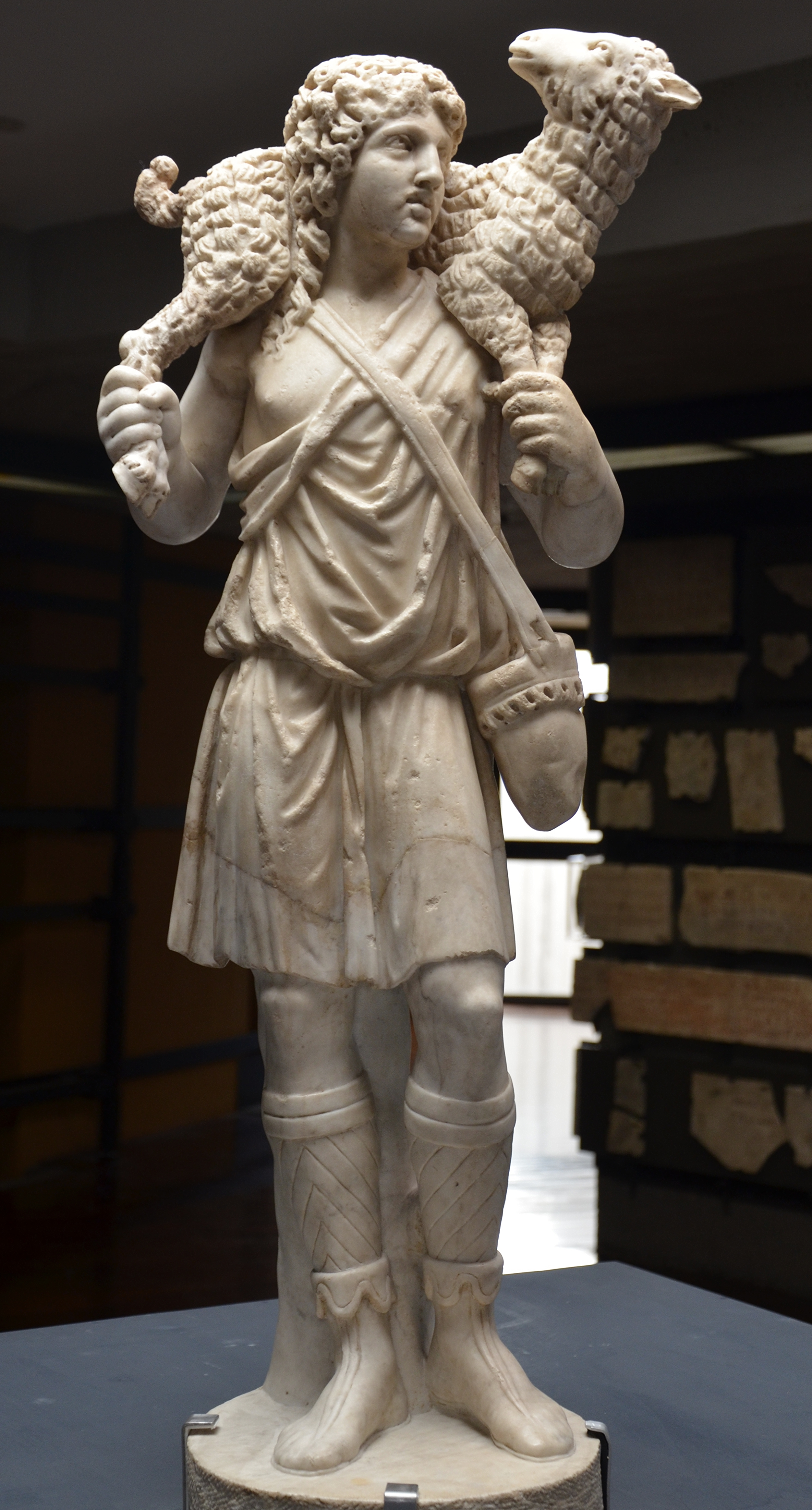
«Добрый пастырь» из катакомб Домитиллы. 300—350. Мрамор. Ватиканские музеи
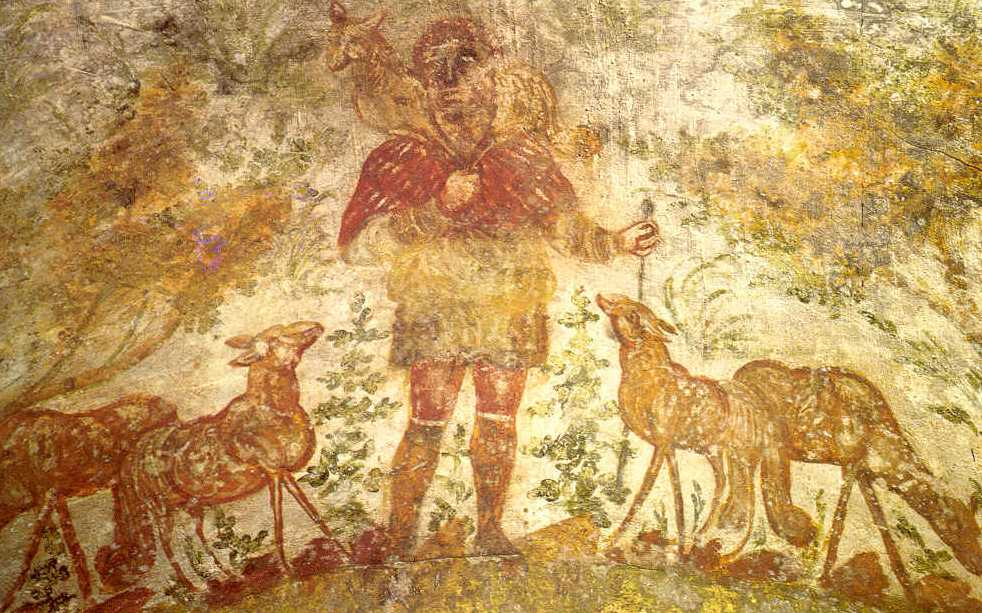
«Добрый пастырь». 200-300. Крипта Лучины. Катакомбы Домитиллы, Рим
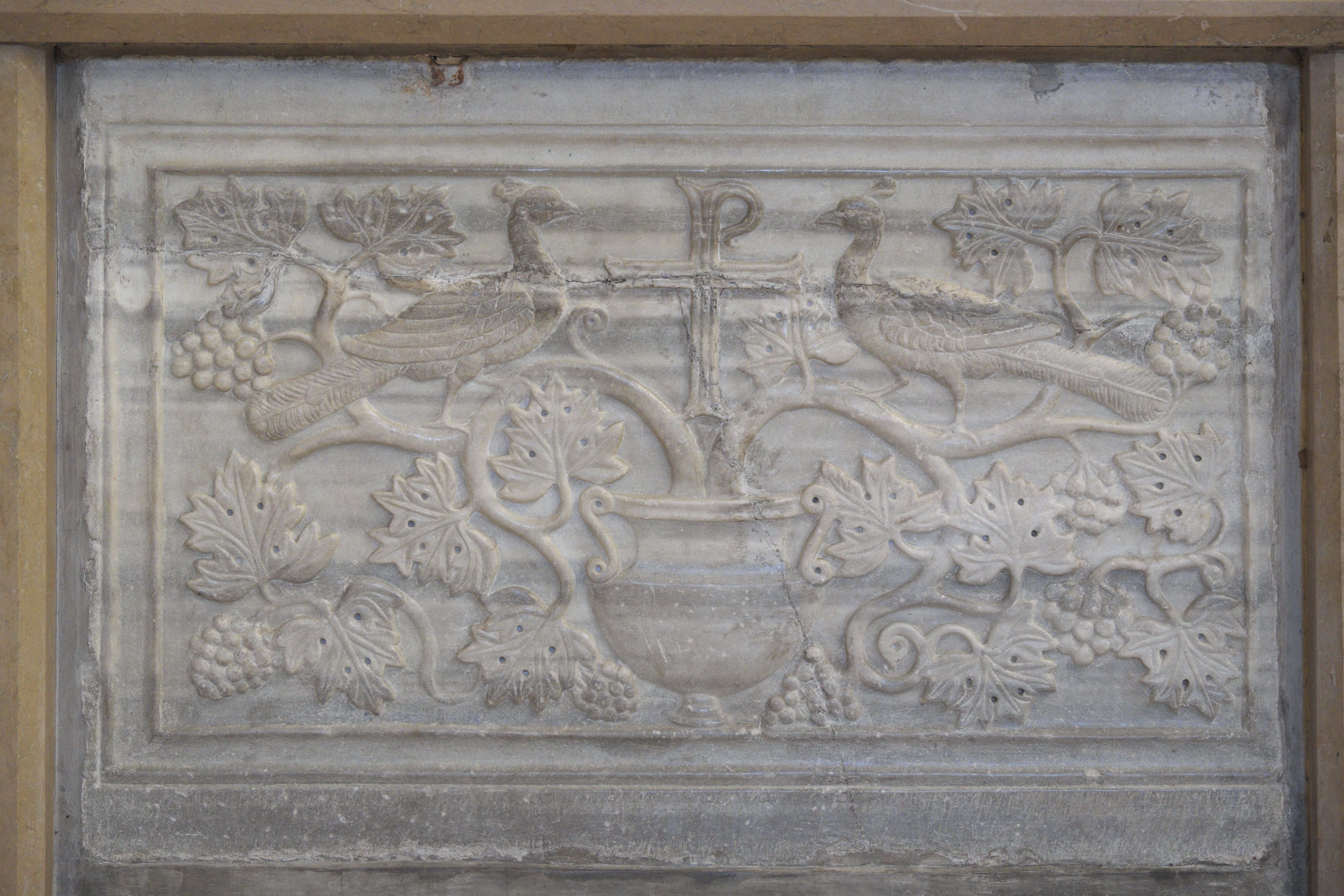
Рельеф алтарной преграды. Нач. VI в. Мрамор. Церковь Сант-Аполлинаре-Нуово, Равенна
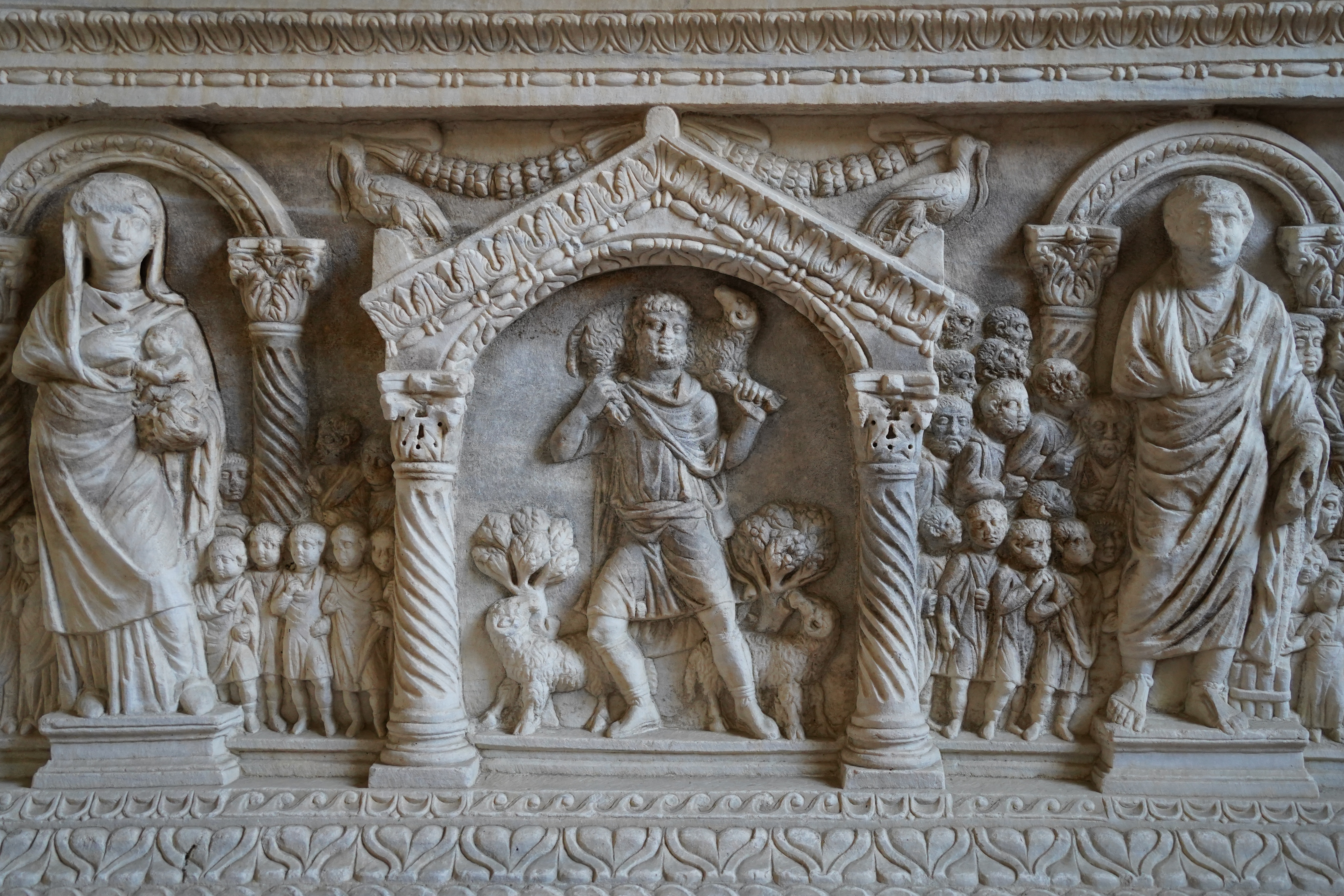
Раннехристианский саркофаг с «Добрым пастырем». Мрамор. Археологический музей, Сплит
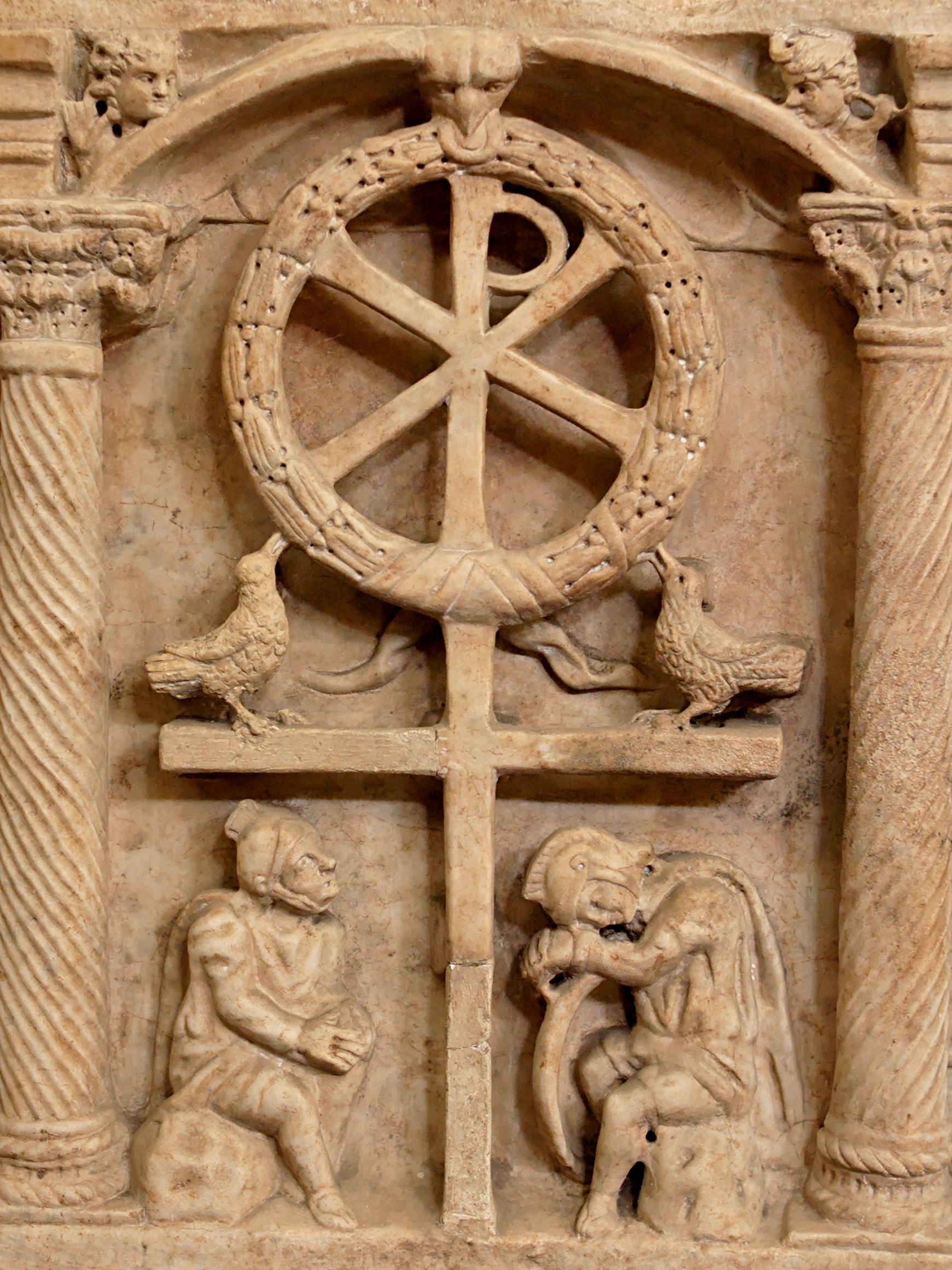
Композиция Анастасис (Воскресение) с хризмой (монограммой Христа). Боковая стенка древнеримского саркофага. Ок. 350 г. н. э. Мрамор. Ватиканские музеи
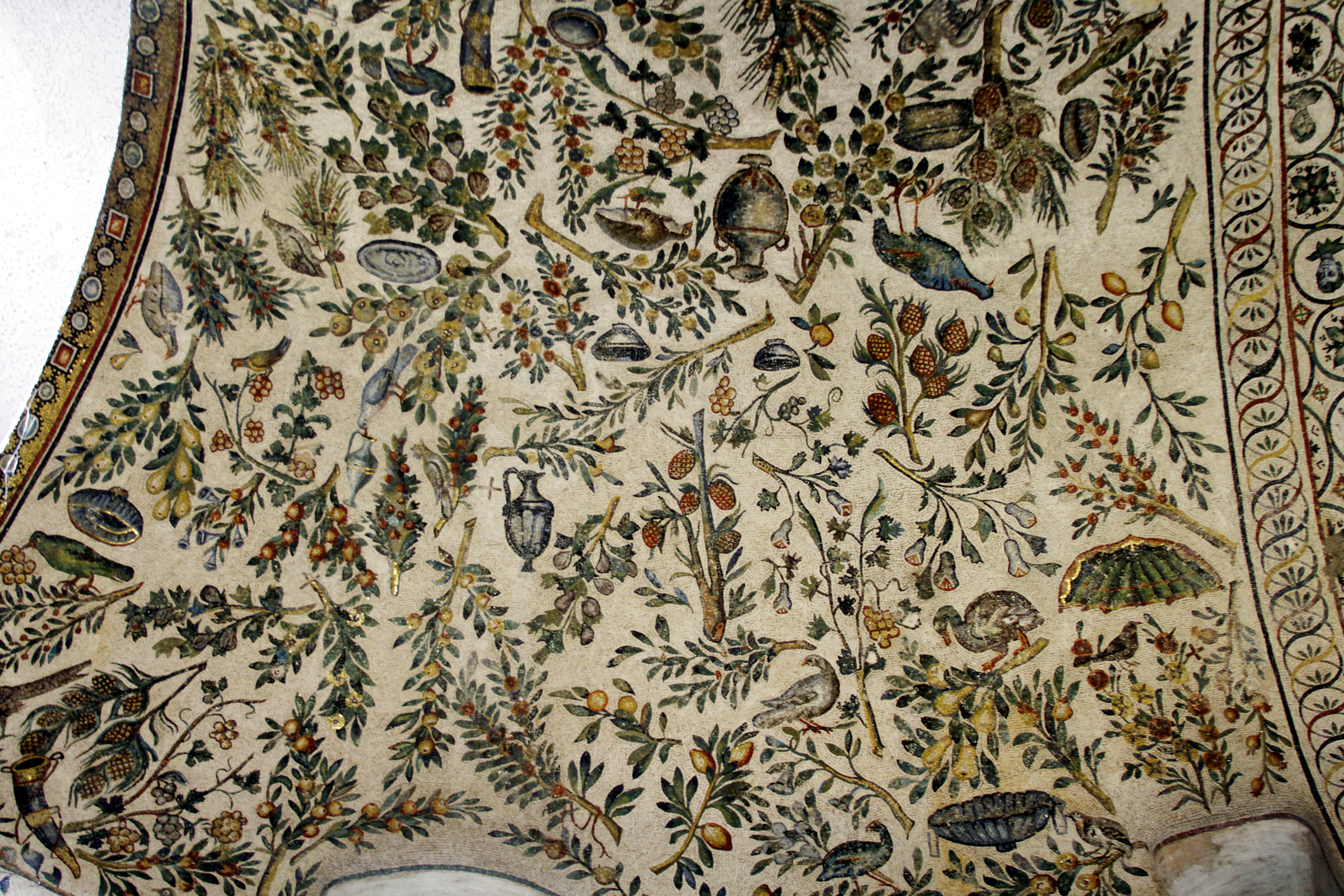
Мозаика галереи Мавзолея Санта-Костанца. IV в. Рим
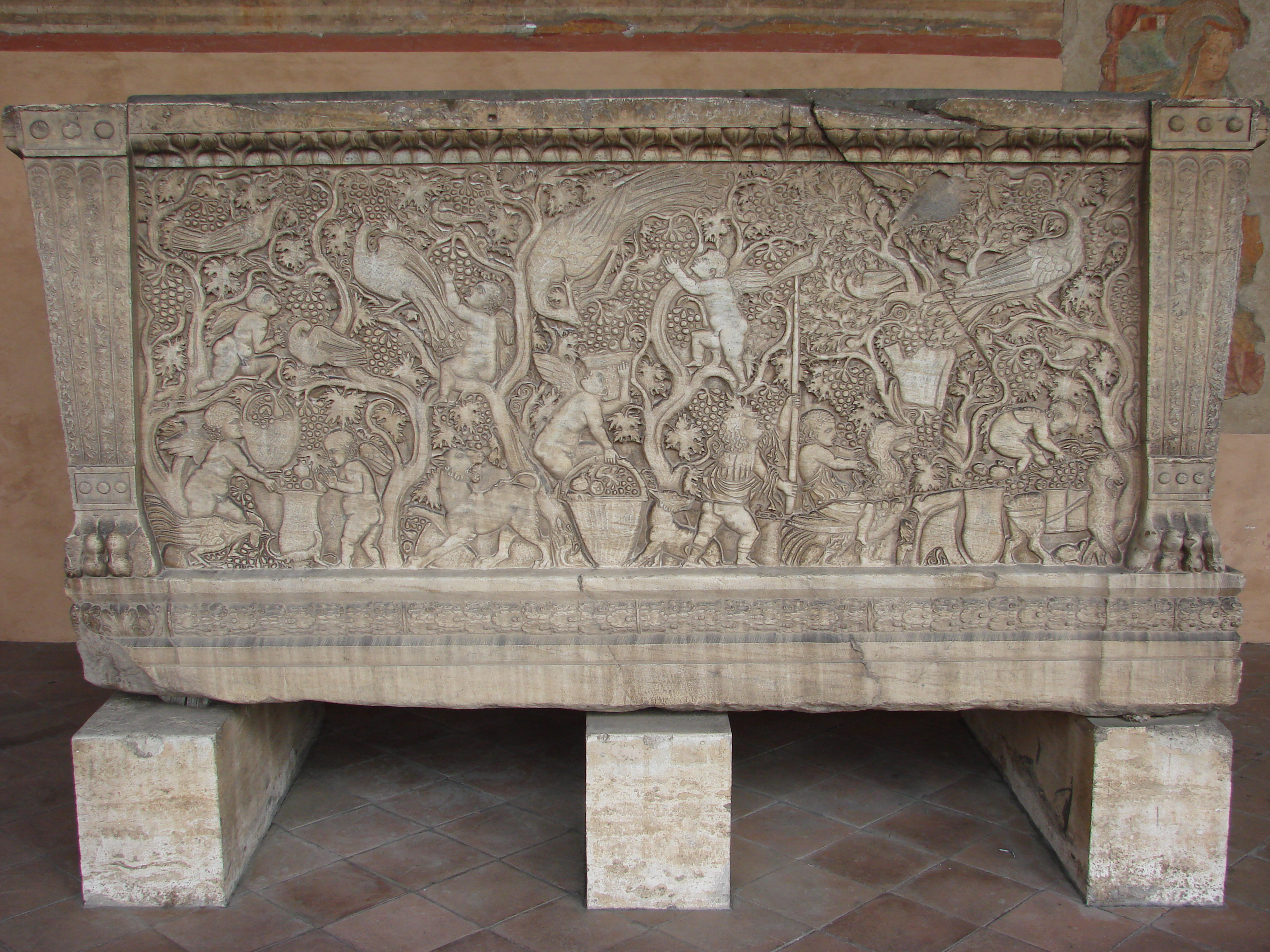
Сбор урожая (Амуры, собирающие виноград). Рельеф саркофага IV в. Мрамор. Нартекс базилики Сан-Лоренцо-фуори-ле-Мура, Рим

Отсутствие собственно христианских изображений и частое обращение к античной иконографии объясняется сложностью и идеологической напряженностью того времени, но прежде всего тем обстоятельством, что для выработки новой иконографии требуется значительный период времени.
Раннее христианство было связано с двумя мощными доктринами — эллинистической и иудейской, которые к изображению божественного относились противоположным образом. Эллинизм представляет божественное начало через телесную, осязаемую антропоморфную форму. Иудаизм осуждает это как идолопоклонство. Христианство, как учение, которое обобщает обе доктрины, должно было решить проблему изображения Бога в образах. Вначале использовались косвенные изображения — нечто, не соответствующее первичному значению образа. Таким путём христианство ускорило процесс кризиса античных антропоморфных изобразительных образов, который уже начался ранее. Переходные формы демонстрируют изображения Христа в образе «Доброго пастыря» и певца Орфея выводящего души из преисподней.
«Раннехристианские мастера использовали художественные формы античности и искусства эллинизма: римская скульптура, рельефы и саркофаги, искусство росписи и мозаики, фаюмские портреты. Одновременно христианская идеология обеспечивала единое духовное пространство на огромной территории Запада и Востока».

П. П. Муратов выразительно писал, что неопытному путешественнику раннехристианский Рим может показаться «далёким и бледным призраком, рядом с всё ещё грандиозными развалинами языческого Рима и недавними подвигами Возрождения… Переход от язычества к христианству, воочию видимый в иных римских церквах и катакомбах, всякий раз наводит на размышления об отмеченной им эпохе, — самой критической эпохе в истории мира… „Anima naturaliter christiana“ (лат.) — „Душа по естеству христианская“. Имея в памяти эти три слова, звучащие как благороднейшее и торжественное отпущение грехов античного мира, можно понять многое в истории переходного времени. Anima naturaliter christiana — это строй душевных сил и способностей, из которых каждая прочно коренилась в старом язычестве. Без такой связи символика живописи в катакомбах стала бы сухим и безароматным переводом догматов на чужой язык»
В северной части Рима, за кольцом Аврелиановых стен, по Виа Номентана, ведущей от Порта Пиа, расположен чудом сохранившийся памятник раннехристианского искусства — мавзолей Св. Костанцы, дочери императора Константина I, построенный в 340—345 годах в форме ротонды с куполом (диаметром 22,5 м) и внутренней аркадой, опирающейся на 24 сдвоенные гранитные колонны композитного ордера. Огромный порфировый саркофаг Св. Костанцы с рельефами, изображающими маленьких гениев (путти), собирающих и давящих виноград, павлинов, завитки виноградных лоз и гирлянды, ныне хранится в Музее Пио Клементино в Ватикане (в мавзолее установлена копия). Г. И. Соколов писал о рельефах саркофага Костанцы, что фон в них потерял то формообразующее значение, какое имел в рельефах греческой классики и даже римского времени. «Темная, мерцающая поверхность порфира придает нереальность образам, вызывает чувство мистической таинственности, хотя и орнамент, и животные, и персонажи рельефа не должны бы порождать такие эмоции. Сказывается характер материала, противоположного по своей сущности тёплому, впитывающему и излучающему свет мрамору… Живописно-иллюзорное осмысление мира приходило на смену пластическому… эстетические принципы восприятия менялись необратимо… Пластику уже ничто не могло спасти».
Своды круговой галереи мавзолея украшают мозаики IV в. — самые ранние из сохранившихся в Риме. На них изображены птицы в ветвях, плоды, цветочные гирлянды, сцены сбора урожая; крестьяне погоняют быков, запряженных в простую тележку, а обнажённые гении в ветвях срезают виноградные гроздья. Молодой Христос своей улыбкой и завитками золотистых кудрей напоминает Диониса. Однако в этих изображениях, как замечал Муратов, «уже нет полного спокойствия, ясности и лёгкой прохлады античных рельефов… Большие птицы-фениксы слетелись клевать виноград… Эти странные птицы с их слишком пышными хвостами — явные гостьи из другого, чем наш, мира, и есть что-то таинственное, даже жуткое, в деле этих детей-гениев, так мало похожих на детей. Собранное ими не останется на земле. Иной мир возьмёт себе плоды, произведённые её долгим античным летом, и земля опустеет».

### Искусство катакомб

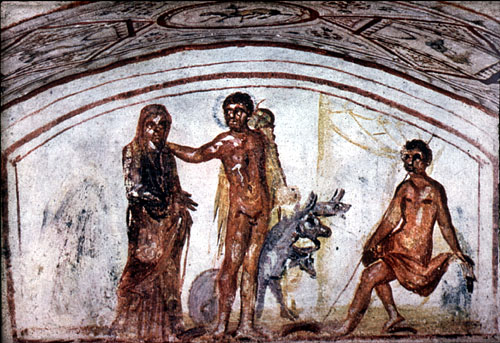
Алкестида и Геракл. IV в. Роспись катакомб на Виа Латина, Рим

Росписи раннехристианских катакомб отражают эволюцию выразительных средств живописи от эллинистического натурализма к всё более обобщенной форме. Эта форма опирается на растущее стремление к символичности, низводит фигуры к простым знакам, которые пригоднее всего к передаче соответствующего идейного содержания.

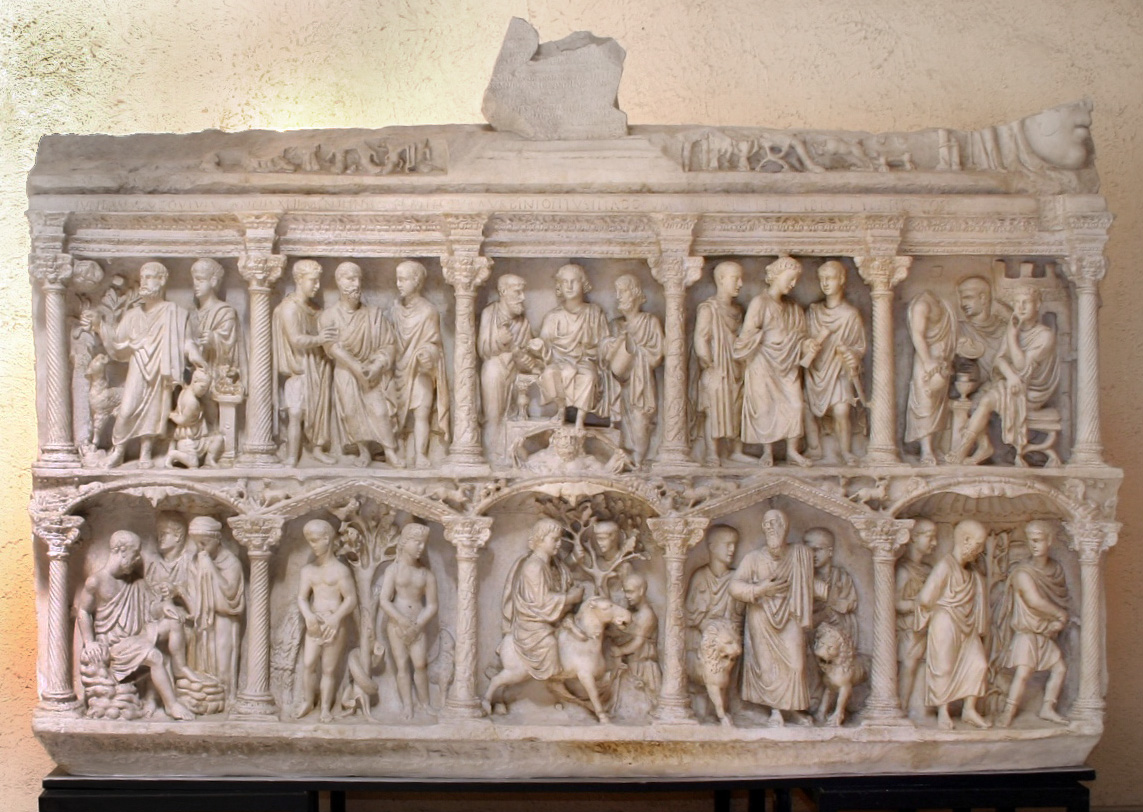
Саркофаг Юния Басса. 359. Мрамор. Национальный музей, Рим

Раннехристианские саркофаги датируемые II—V веками, изготавливали в римских мастерских. Для некоторых христианских захоронений использовали готовые языческие саркофаги. Поэтому скульптура долее, чем живопись оставалась связанной с темами, образами, орнаментами традиционного античного искусства — его техническими и художественными приёмами. Однако, поскольку мифологический сюжет утрачивал своё привычное значение мастер стремился не к изображению, а к «представлению» более значительного содержания, чем непосредственно изображаемое. В саркофаге «Доброго пастыря» главное действующее лицо изображено трижды на фоне сцен сбора винограда. Другие композиции, например, в саркофаге Юния Басса повествование разделено на множество мелких эпизодов, вписанных в архитектонические эдикулы (ниши). Единство изображаемой истории нарушается, рассказ теряет связность, живое действие сменяется чередой символических образов. 

### Раннехристианские базилики

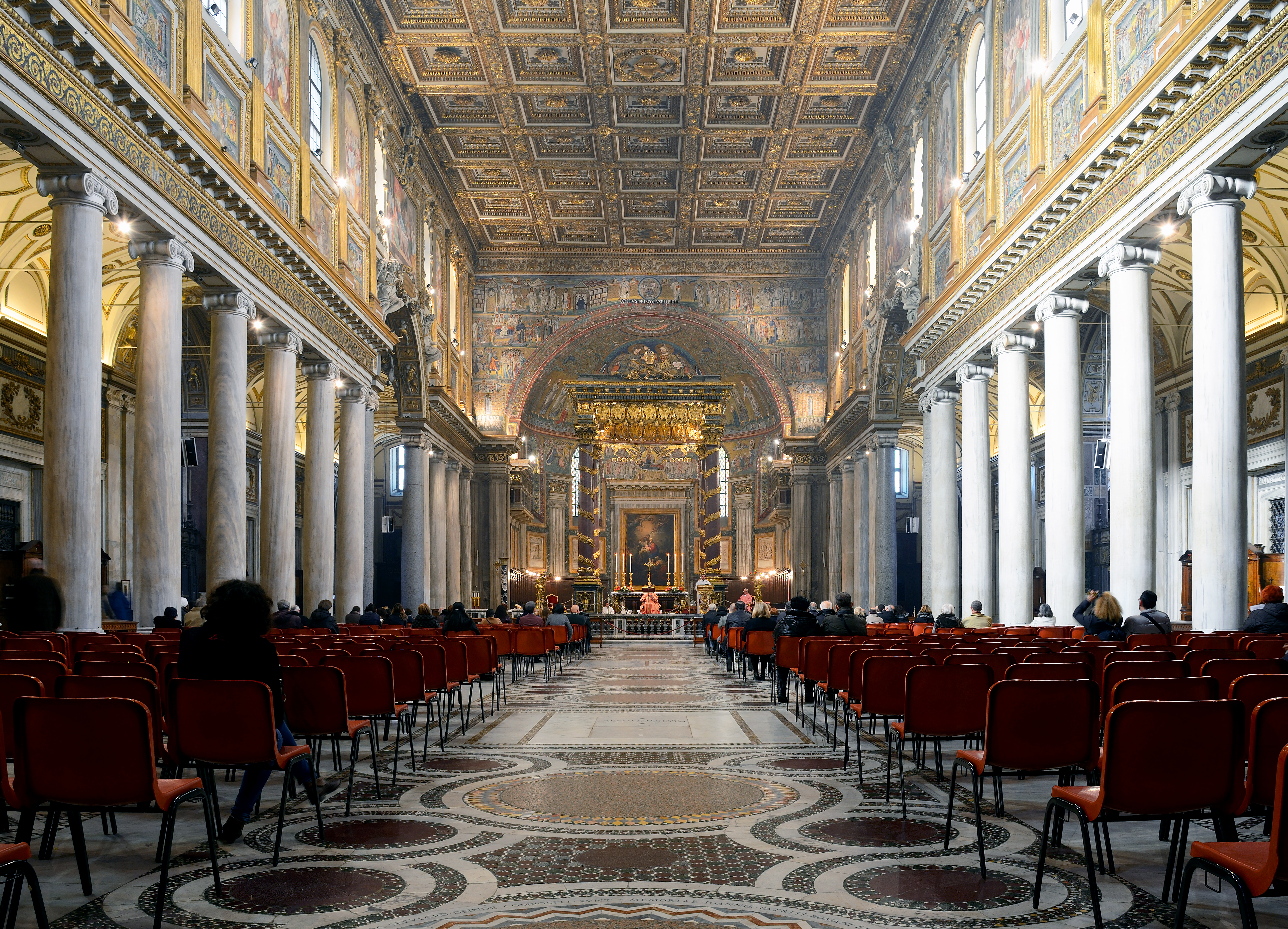
Базилика Санта-Мария-Маджоре в Риме. Интерьер

В раннехристианской архитектуре утверждаются два основных типа зданий — базилика и ротонда. Последняя ведёт историю от мавзолеев и термальных нимфеев. Круглые в плане помещения используются как баптистерий или мартирий. Пространство базилики прекрасно членится как правило на три нефа, при этом оно лаконичней, чем древнеримские императорские дворцы и храмы.
Крупнейшие базилики эпохи Константина: первая базилика Святого Петра (не сохранилась), Базилика Святого Иоанна (значительно перестроена в позднейшее время), Сан-Паоло-фуори-ле-Мура (перестроена в XVIII—XIX веках) и одна из немногих сохранивших начальную структуру — Санта-Мария-Маджоре.

### Другие центры позднеантичной культуры: Медиолан и Равенна

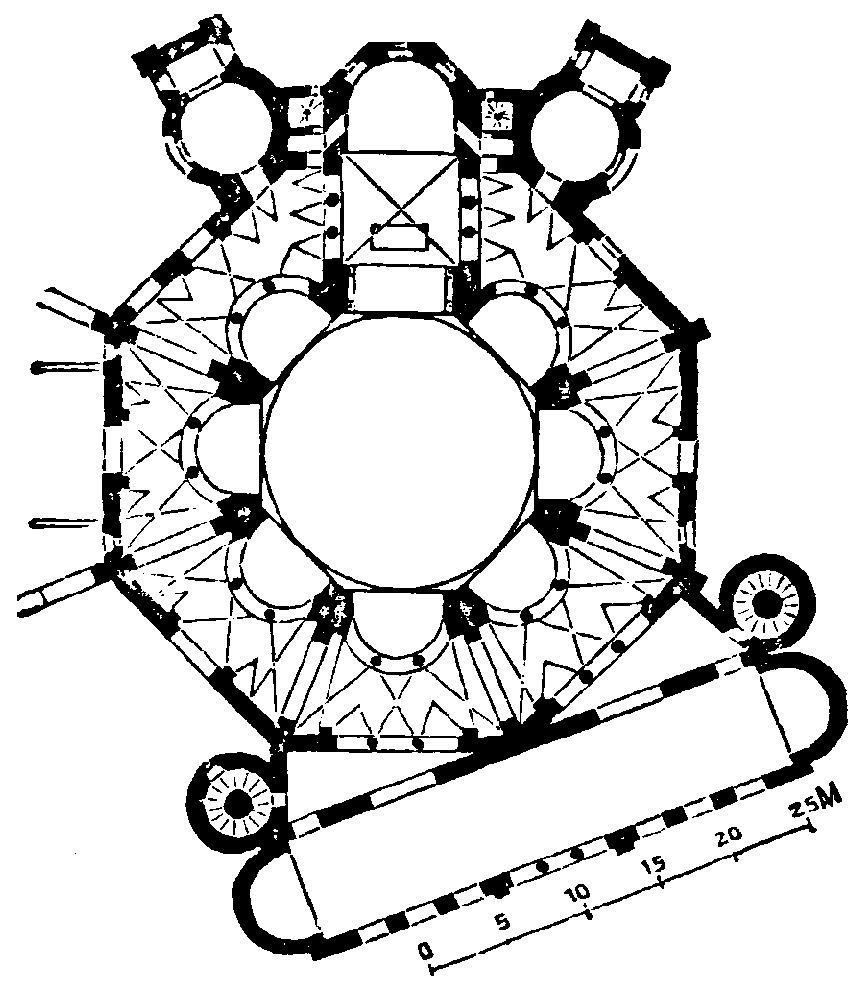
Базилика Сан-Витале в Равенне. План. 527—548

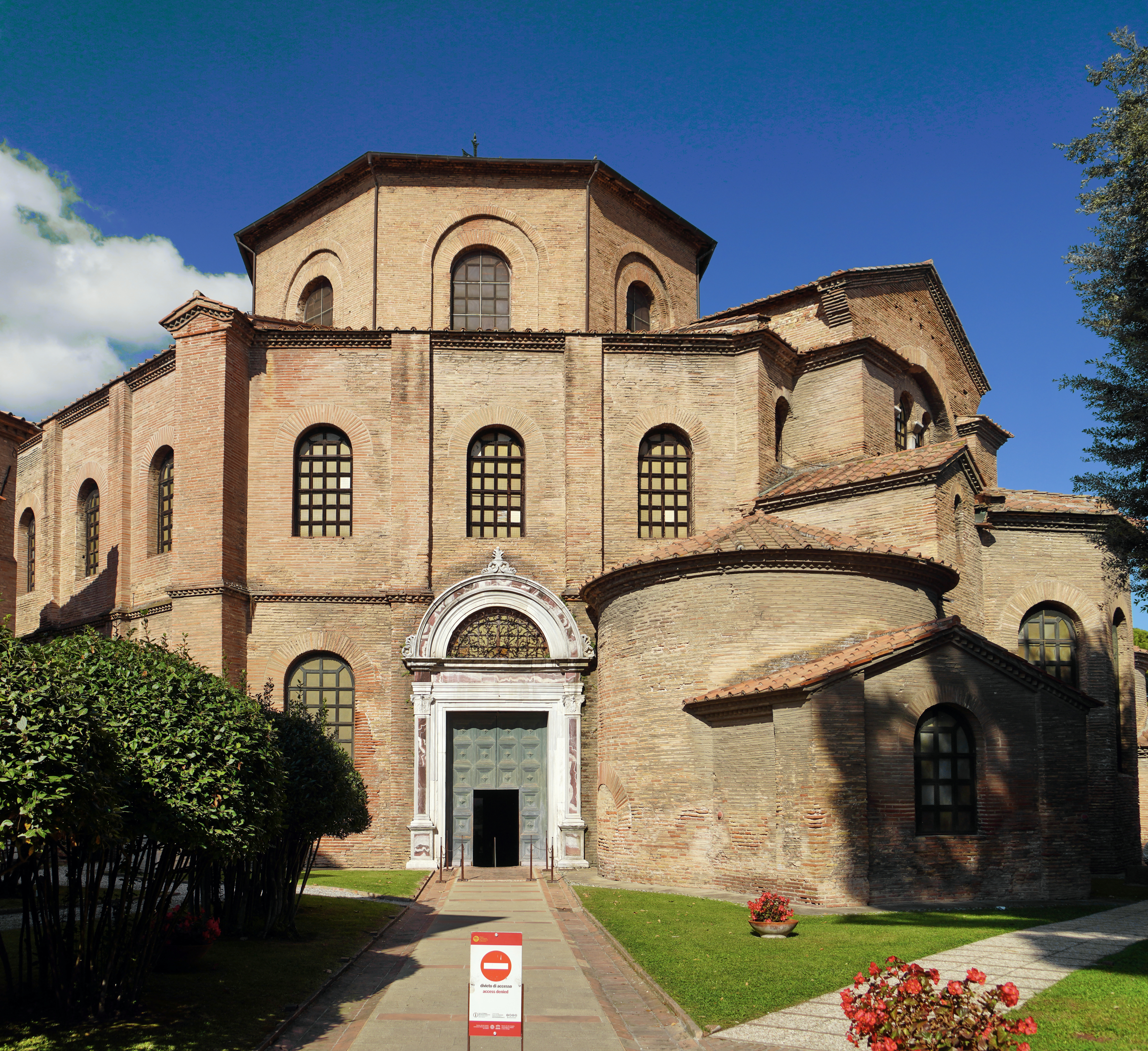
Базилика Сан-Витале. Общий вид

Распад древнеримской империи был длительным процессом с формированием Западной и Восточной империи. Западная традиция связана с попытками Учителей церкви восстановить былое величие на идеях христианства Святого Амвросия Медиоланского и Святого Феодосия в Медиолане. Медиолан между 379 и 402 годами становится столицей Западной империи. Именно в Медиолане строят величественную Апостольскую базилику (конец IV в.) и Базилику Св. Лаврентия (V в.).
Медиолан передал функции столицы городу Равенна. Переносу столицы способствовали окружающие болота и хорошо укреплённых военный порт Классе. В городе построили базилику Св. Иоанна по образцу медиоланской церкви Св. Симплициана (Сан-Симпличиано) и разрушенную позднее базилику Санта-Кроче. От базилики Санта-Кроче сохранилась только крестовая в плане капелла, которую условно называют Мавзолеем Галлы Плацидии, дочери императора Феодосия и сестры Гонория. На самом деле Галла Плацидия умерла в 450 году в Риме и не была похоронена в Равенне. Снаружи маловыразительные стены «Мавзолея» из красного кирпича сменяются роскошным декором интерьера — сверкающими подобно драгоценному ковру мозаиками, лучшими среди сохранившихся той эпохи. В «Мавзолее» мозаики покрывают всю поверхность стен и сводов, удивляют яркими красками, полными символического значения.

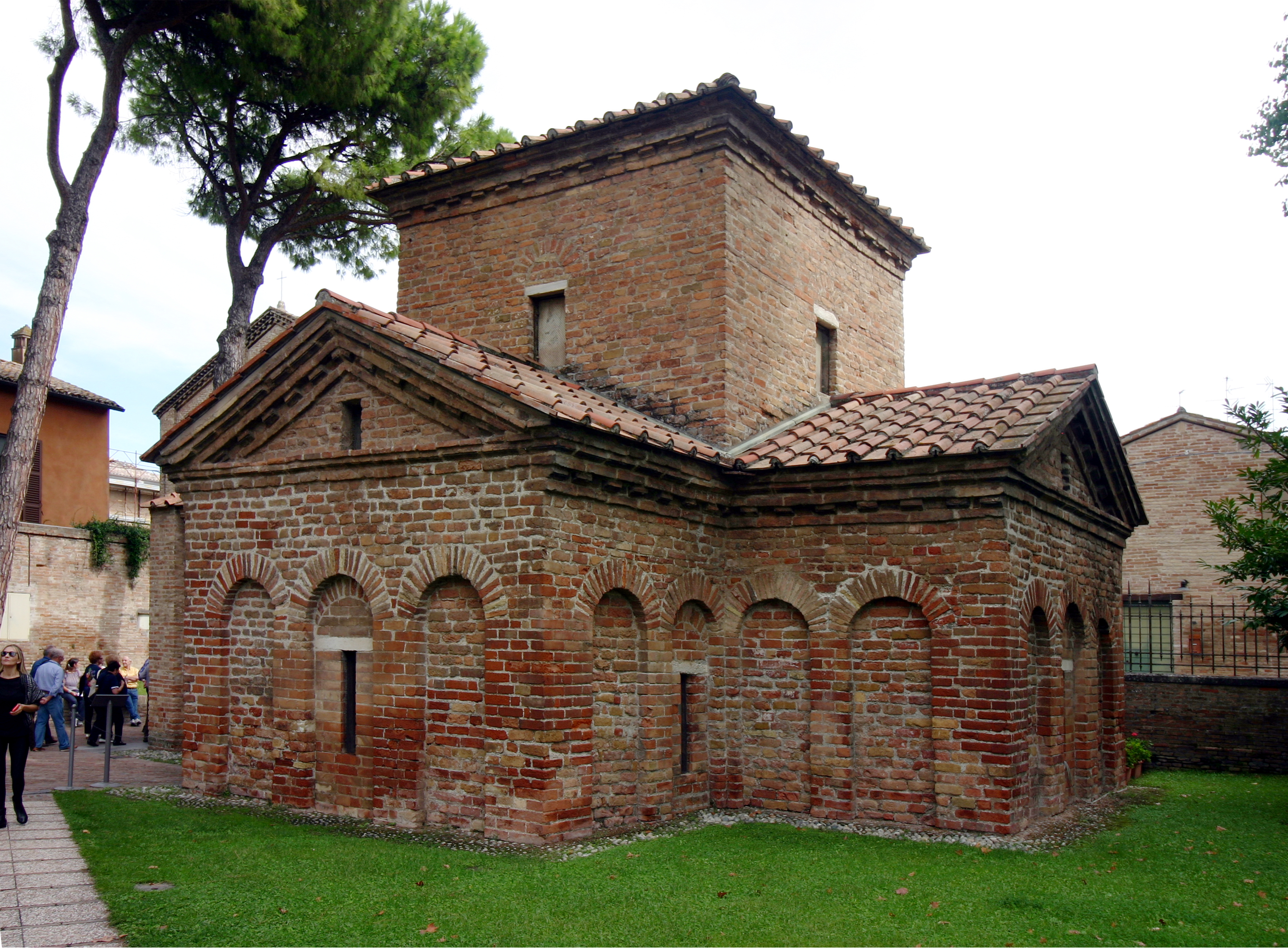
Мавзолей Галлы Плацидии. Общий вид
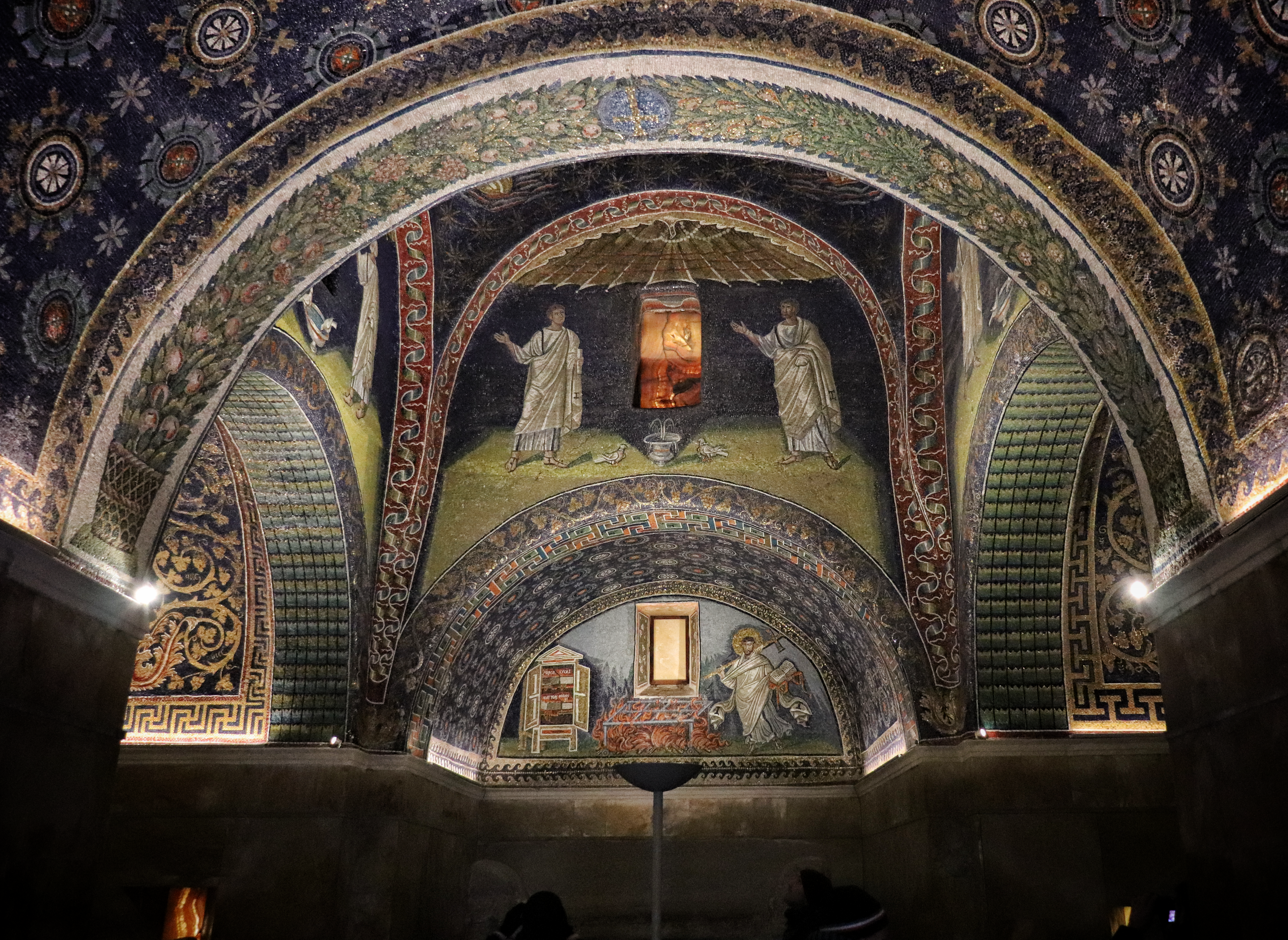
Интерьер мавзолея Галлы Плацидии
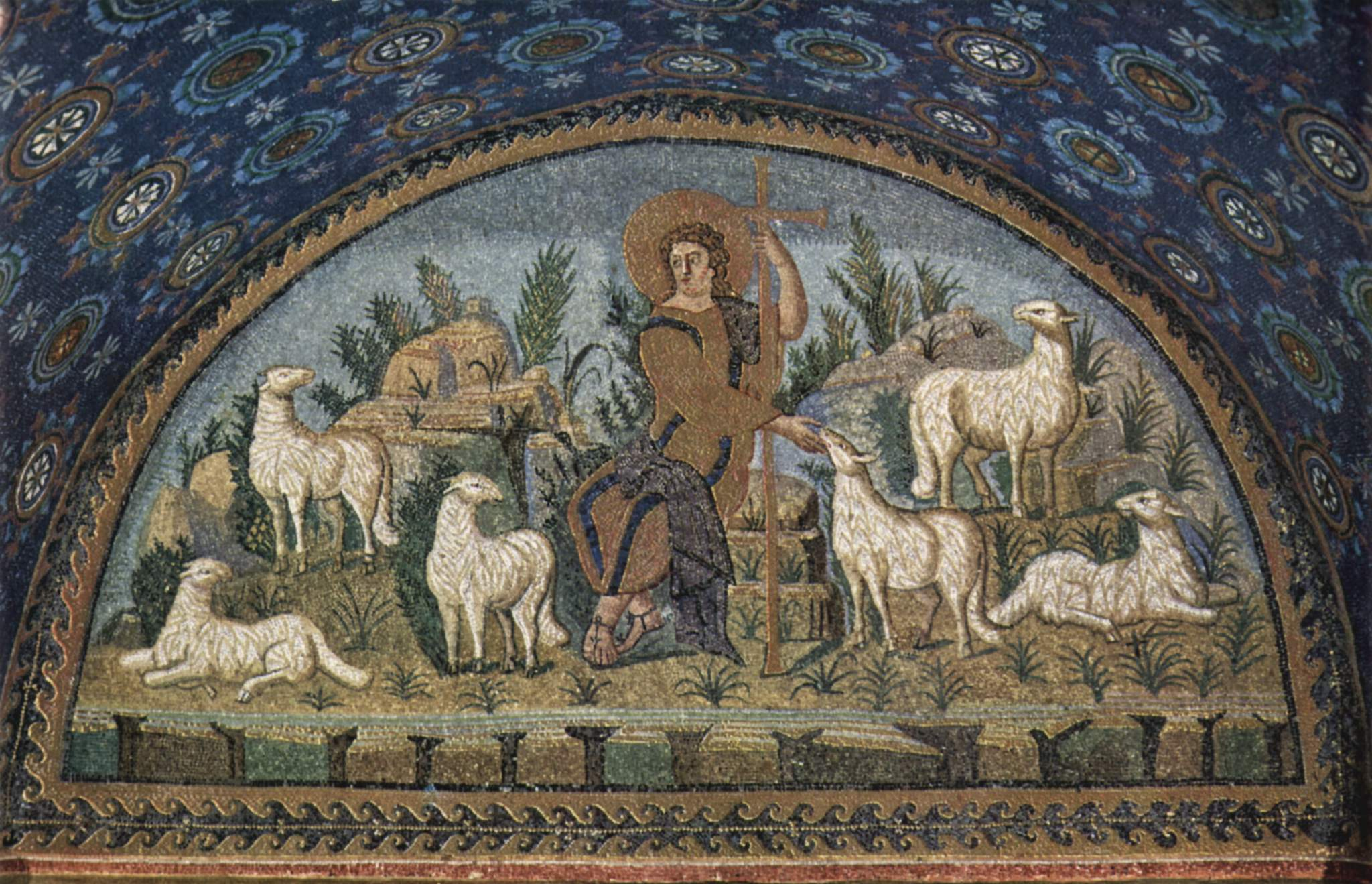
Мозаика «Добрый пастырь»
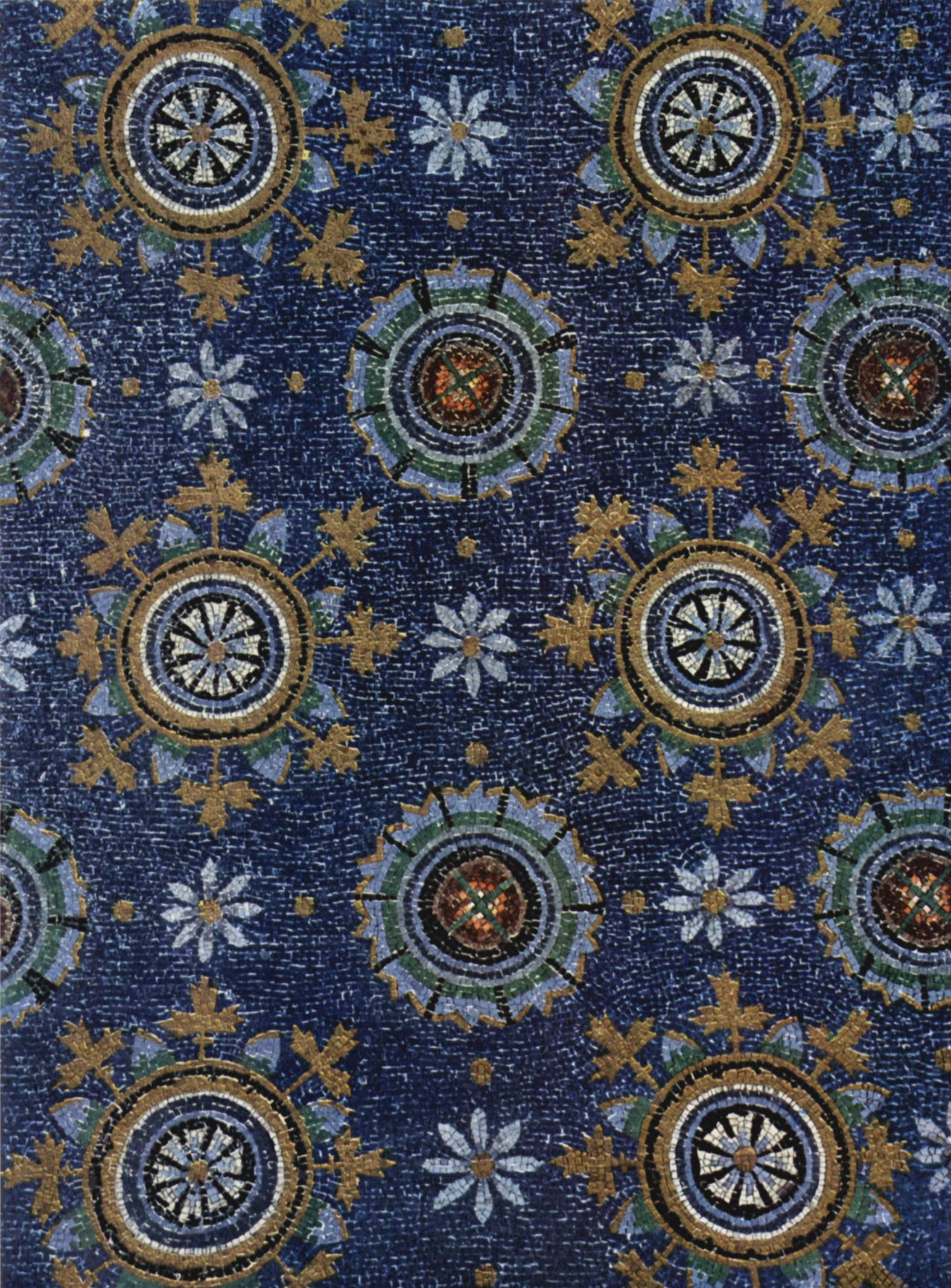
Мозаика свода мавзолея

Столичный блеск Равенны на новом историческом этапе поддержала деятельность короля Теодориха. Теодорих был чужаком-остготом, «варваром», которого пленил красотой и роскошью античный мир. Поэтому он пригласил в Равенну мастеров из Рима. В Равенне выстроили кафедральный Собор Св. Духа (ныне — Собор Воскресения), арианский баптистерий, церковь Св. Мартина (Сан-Мартино ин Чьель д’Оро) и прославленную базилику Сант-Аполлинаре-Нуово (равеннского епископа Святого Аполинария). Последняя — базилика с простыми фасадами и мозаиками в интерьере. Епископ Аньело, который был противником ариан, стал проводником культурных и идеологических влияний Византии. Это нашло отражение в мозаиках храма, схожих с образцами придворного искусства византийцев. Ещё более византийских черт имеется в Базилике Св. Виталия (Сан-Витале, освящённой в 547 году). Византийский чиновник Юлиан Аргентарий (императорский казначей и наместник) настоял на постройке церкви по образцу церкви Святых Сергия и Вакха в Константинополе. На мозаиках апсиды — Христос на земной сфере в окружении ангелов-воинов, Св. Виталия Медиоланского и епископа Экклезия. В апсиде сохранились две мозаичных композиции, друг против друга, представляющих императора Юстиниана Великого и императрицу Феодору со свитой. Суровые лица «земных богов», одежды, впечатляющие роскошью — олицетворение божественной власти и человеческого величия.

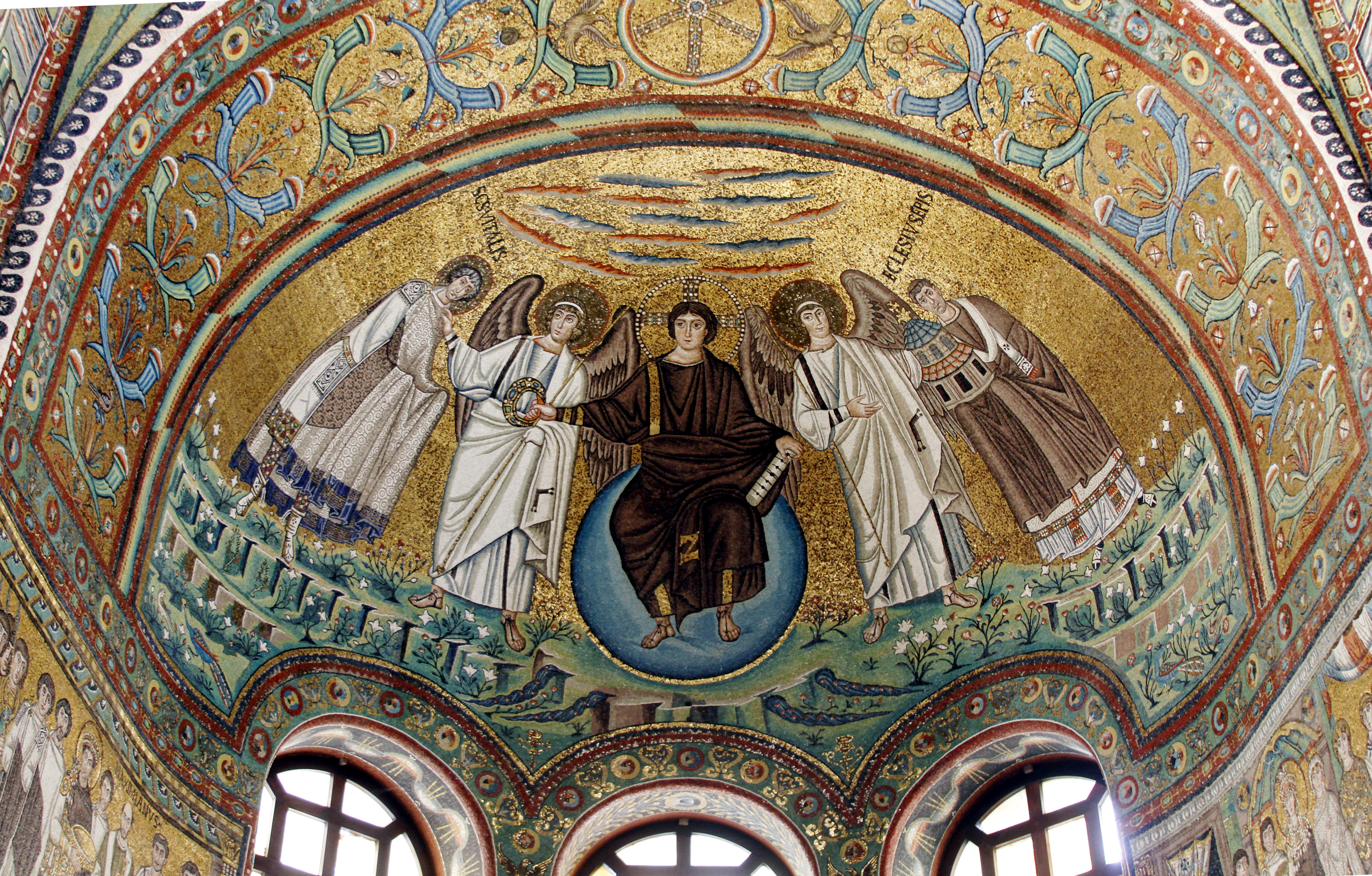
Мозаика конхи апсиды
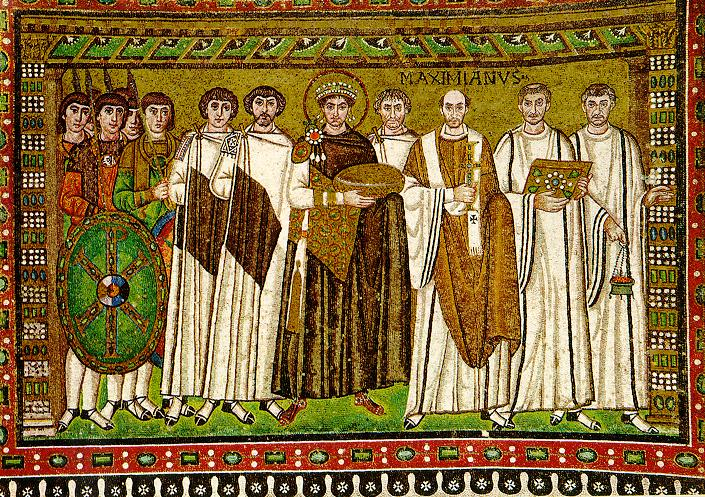
Император Юстиниан со свитой
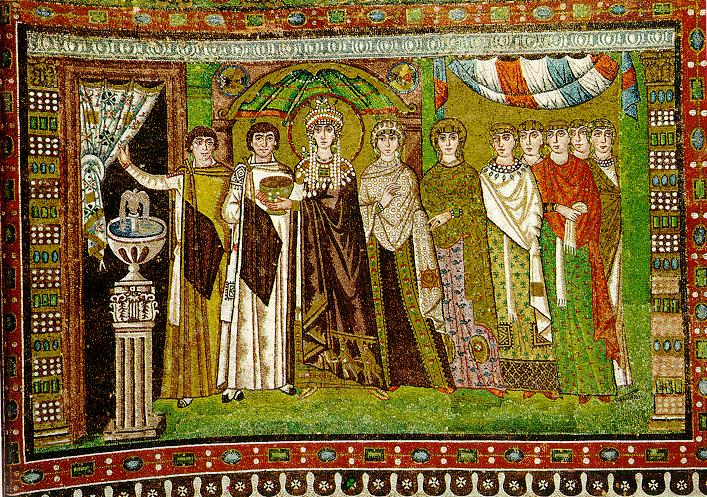
Императрица Феодора со свитой. Мозаики церкви Сан-Витале. Равенна. Ок. 547